# رافانا
رافانا (بالسنسكريتية: रावण، بالتاميلية: இராவணன்) هو الخصم الرئيسي في الأسطورة الهندوسية رامايانا؛ وكان ملك لانكا، وينتمي إلى قبيلة "راكشا"، أولئك الذين عبدوا راكشا في لانكا. في النص القديم، تم تصويره في صورة سلبية أساسا، واختطف سيتا زوجة راما، وكان يريد الانتقام من راما وشقيقه لاكشمانا لأنه قطع أنف أخته سورباناخا.